# 2022년 일본의 텔레비전 프로그램 목록
다음은 2022년에 일본의 텔레비전에서 방송되었던 프로그램을 나열한 목록이다.

## 같이 보기
- 2022년 일본의 텔레비전 드라마 목록
- 2022년 텔레비전 애니메이션 목록